# Diez toros

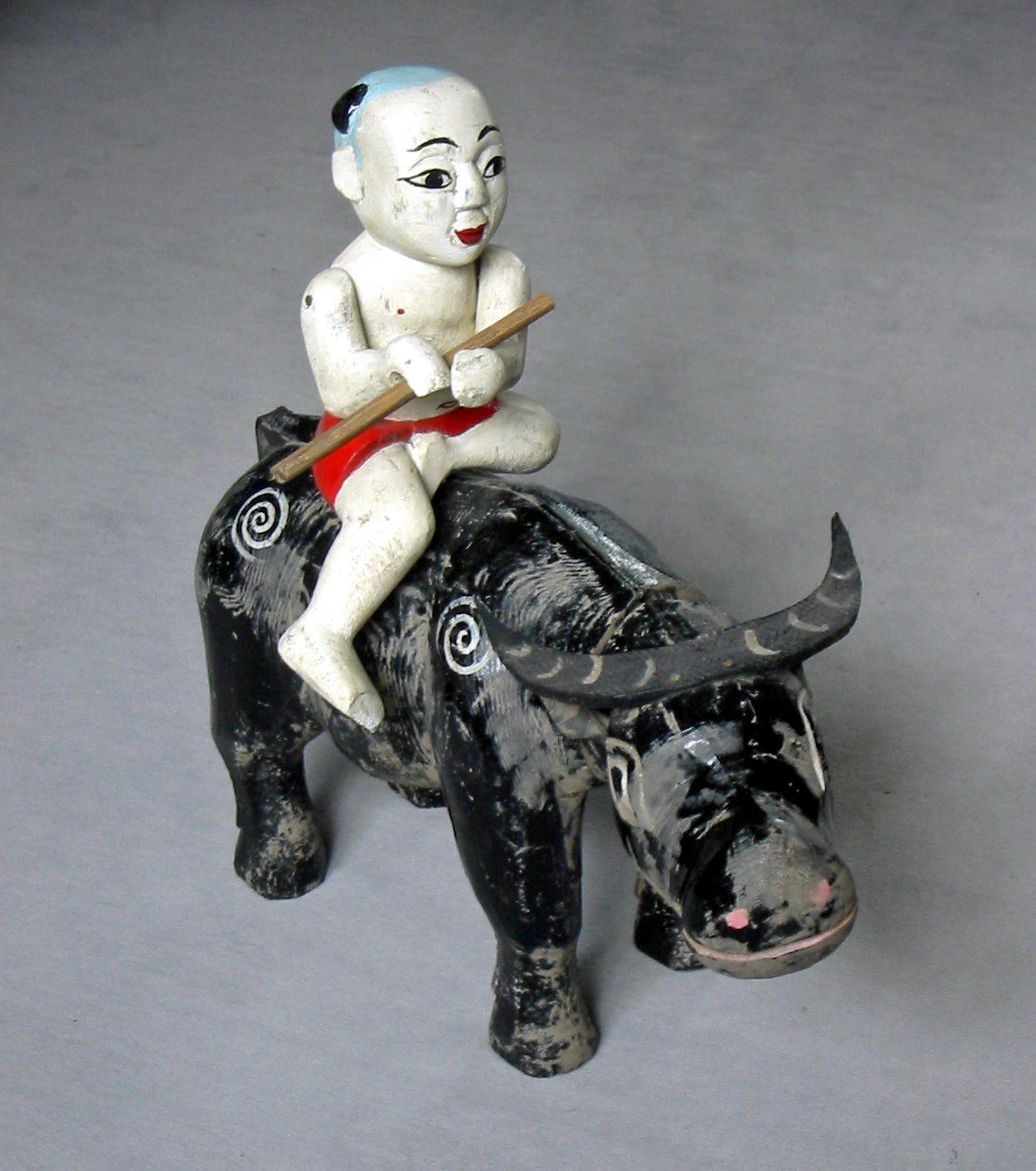
Títere de agua vietnamita que representa una escena de la parábola

Diez Toros o Diez imágenes de pastoreo de bueyes (chino: shíniú  十牛, japonés: jūgyū  十牛図, coreano: sipwoo  십우) es una serie de poemas breves y dibujos que los acompañan utilizados en la tradición Zen para describir las etapas del progreso de un practicante hacia la iluminación, y su regreso a la sociedad para representar sabiduría y compasión.

## Historia
El ternero, el toro o el buey es uno de los primeros símiles de la práctica de la meditación. Viene del Maha Gopalaka Sutta (Majjhima Nikaya 33). También se utiliza en los comentarios, especialmente en el Maha Satipatthana Sutta (Digha Nikaya 22) y el Satipatthana Sutta (Majjhima Nikaya 10). A medida que el budismo se extendió por el sudeste asiático, el símil del toro se extendió con él.
Las conocidas diez imágenes de pastoreo de bueyes surgieron en China en el siglo XII. D. T. Suzuki menciona cuatro versiones chinas de los Diez Toros, de Ching-chu (en japonés adaptado como Seikyo) (siglo XI), Tzu-te Hui (japonés Jitoku) (1090-1159), un autor desconocido, y Kuòān Shīyuǎn (jp. Kaku-an) (siglo XII). La más conocida de ellas es la versión de Kuòān Shīyuǎn.
Probablemente la primera serie fue hecha por Ching-chu (清 居, jp. Seikyo) (siglo XI), quien pudo haber sido un contemporáneo de Kuòān Shīyuǎn. En la versión de Ching-chu, solo se utilizan cinco imágenes, y el color del buey cambia de oscuro a blanco, lo que representa el desarrollo gradual del practicante, que termina con la desaparición del practicante.
Tzu-te Hui (自得慧暉, Zide Huihui, jp. Jitoku) (1090-1159) hizo una versión con seis imágenes. El sexto va más allá de la etapa del vacío absoluto, donde termina la versión de Ching-chu. Al igual que la versión de Ching-chu, el buey se vuelve más blanco a lo largo del camino.
Una tercera versión de un autor desconocido, con diez imágenes, fue la más popular en China. Pertenece a la serie de imágenes Ching-chu y Tzu-te Hui, y tiene una serie de imágenes algo diferente en comparación con la versión de Kuòān Shīyuǎn. La edición de 1585 contiene un prefacio de Chu-hung, y tiene diez imágenes, cada una de las cuales está precedida por el poema de Pu-ming, del cual Chu-hung además no proporciona información. También en esta versión el color del buey cambia de oscuro a blanco.
La versión más conocida de los dibujos de pastoreo de bueyes fue dibujada por el maestro chino Rinzai Chán (Zen) del siglo XII Kuòān Shīyuǎn (廓 庵 師 遠, jp. Kaku-an Shi-en), quien también escribió poemas de acompañamiento y palabras introductorias adjuntas a la fotos. En la versión de Kuòān Shīyuǎn no hay proceso de blanqueamiento, y su serie tampoco termina con el mero vacío o la verdad absoluta, sino que muestra un regreso al mundo, representando a Putai, el Buda risueño. Según Chi Kwang Sunim, también pueden representar una interpretación budista zen de los diez Bodhisattva bhumi, las diez etapas del camino del Bodhisattva.
En Japón, la versión de Kuòān Shīyuǎn ganó una amplia circulación, la más antigua probablemente perteneció al siglo XV. Se hicieron ampliamente conocidos en Occidente después de su inclusión en el libro de 1957, Zen Flesh, Zen Bones: A Collection of Zen and Pre-Zen Writings, de Paul Reps y Nyogen Senzaki.
Liaoan Qingyu (了菴清欲, jp. Ryōan Seiyoku) (1288-1363) hizo otra versión con cinco imágenes.

## Diez toros de Kuòān Shīyuǎn
Versos de Kuòān Shīyuǎn; traducción de Senzaki Nyogen (千崎如幻) (1876–1958) y Paul Reps (1895-1990); pinturas tradicionalmente atribuidas a Tenshō Shūbun (天章周文) (1414-1463).

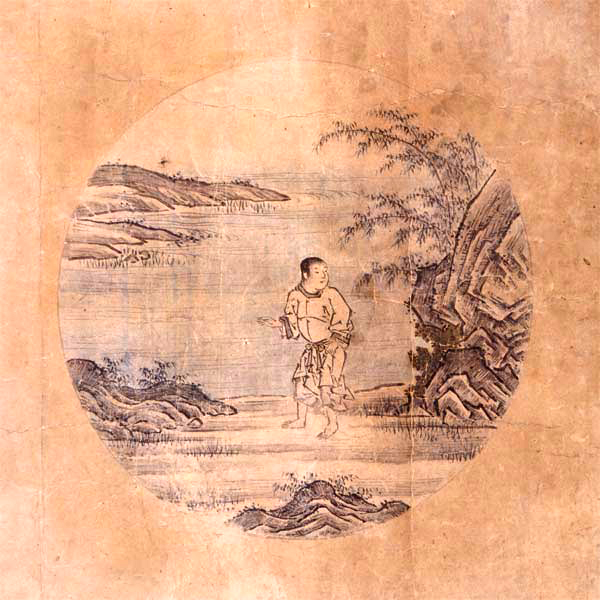
1. En busca del toro En los pastos del mundo, aparto sin cesar las altas hierbas en busca del Buey. Siguiendo ríos sin nombre, perdido en los senderos interpenetrados de montañas distantes, Mis fuerzas fallando y mi vitalidad agotada, no puedo encontrar al Buey.
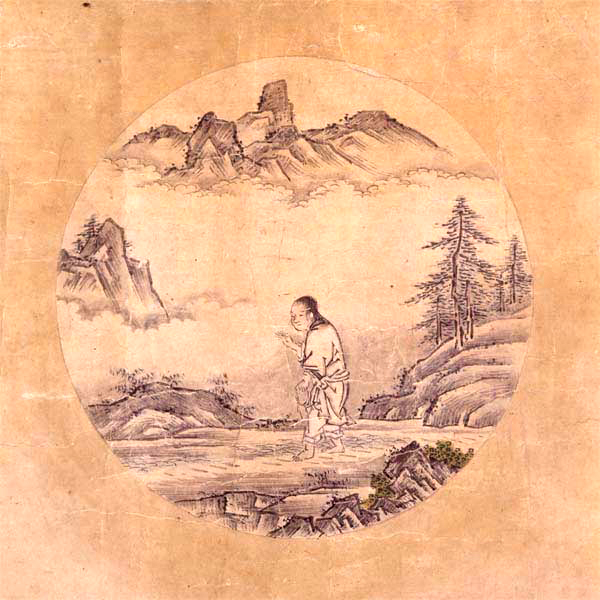
2. Descubrimiento de las huellas A lo largo de la orilla del río bajo los árboles, descubro huellas. Incluso bajo la hierba fragante, veo sus huellas. En lo profundo de montañas remotas se encuentran. Estos rastros no pueden ocultarse más que la nariz de uno mirando hacia el cielo.
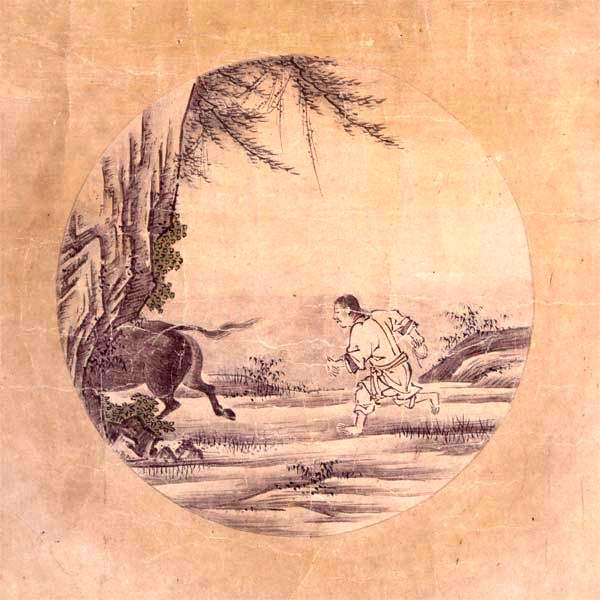
3. Percibiendo al Toro Escucho el canto del ruiseñor. El sol es cálido, el viento es suave, los sauces son verdes a lo largo de la orilla: ¡aquí ningún Buey puede esconderse! ¿Qué artista puede dibujar esa cabeza enorme, esos cuernos majestuosos?
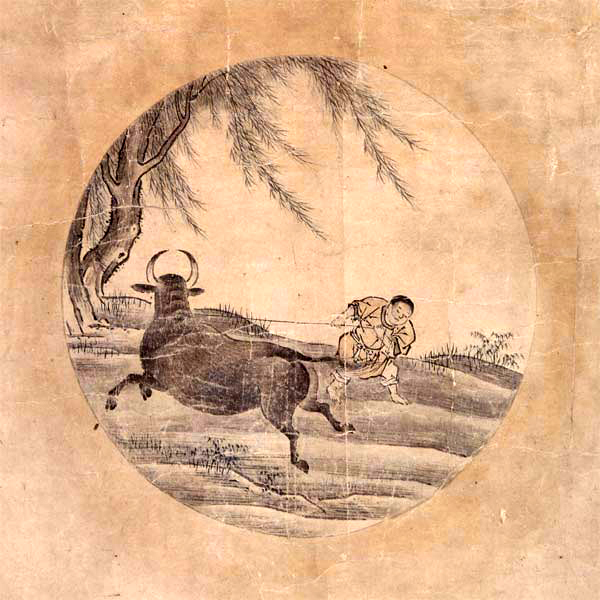
4. Atrapando al Toro Lo agarro con una lucha tremenda. Su gran voluntad y poder son inagotables. Carga hacia el altiplano muy por encima de la niebla de las nubes, O en un barranco impenetrable se encuentra.
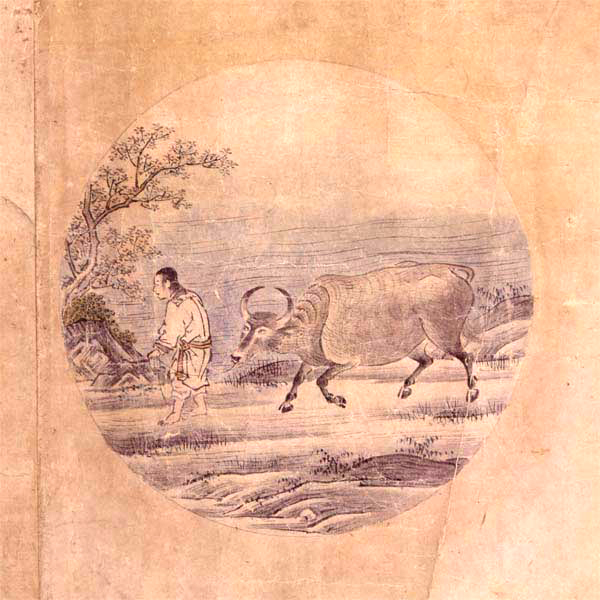
5. Domando al Toro El látigo y la soga son necesarios, de lo contrario podría desviarse por algún camino polvoriento. Al estar bien entrenado, se vuelve naturalmente amable. Luego, sin restricciones, obedece a su amo.
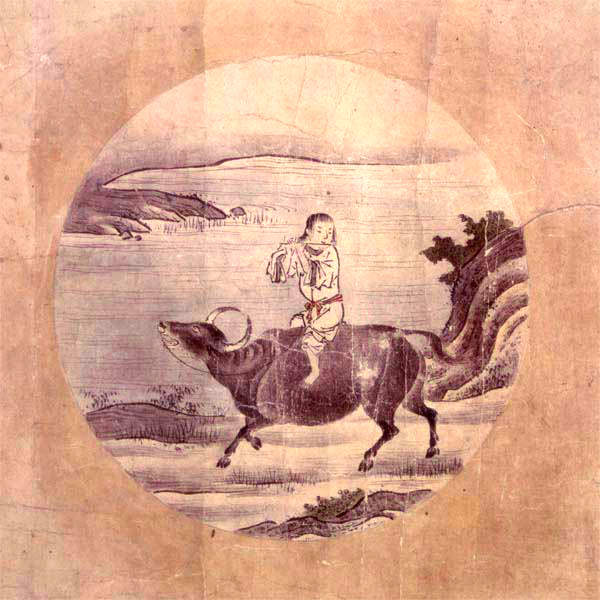
6. Montar el toro a casa Montar el buey, regreso lentamente a casa. La voz de mi flauta entona toda la noche. Midiendo con latidos de mano la armonía pulsante, dirijo el ritmo sin fin. Quien escuche esta melodía se unirá a mí.
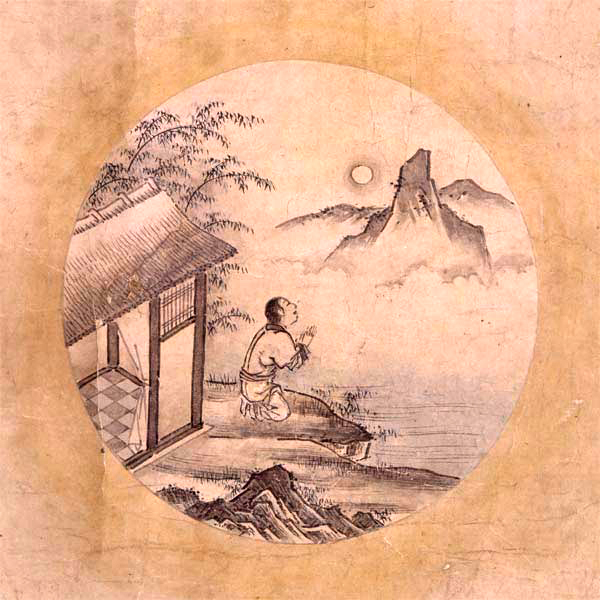
7. El toro trascendido A horcajadas sobre el buey, llego a casa. Estoy sereno. El buey también puede descansar. Ha llegado el amanecer. En reposo feliz, dentro de mi morada de paja he abandonado el látigo y las cuerdas.
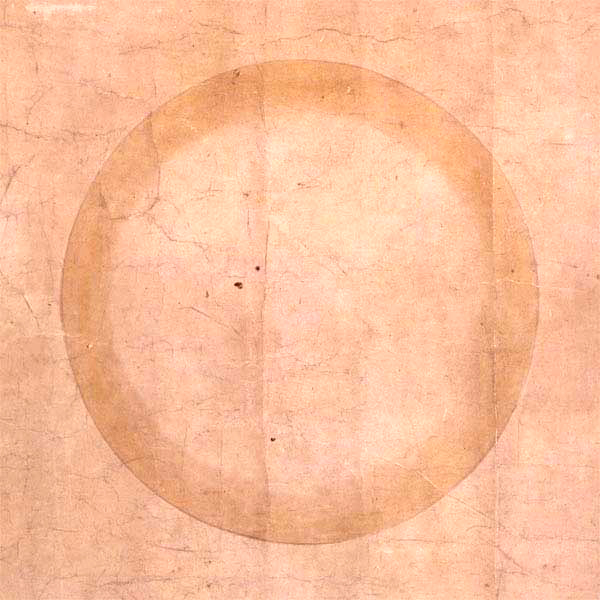
8. Tanto el toro como el Yo trascendido 8. Tanto el toro como el látigo, la cuerda, la persona y el buey trascendidos, todos se funden en la Nada. Este cielo es tan vasto, que ningún mensaje puede mancharlo. ¿Cómo puede existir un copo de nieve en un fuego furioso? Aquí están las huellas de los Ancestros
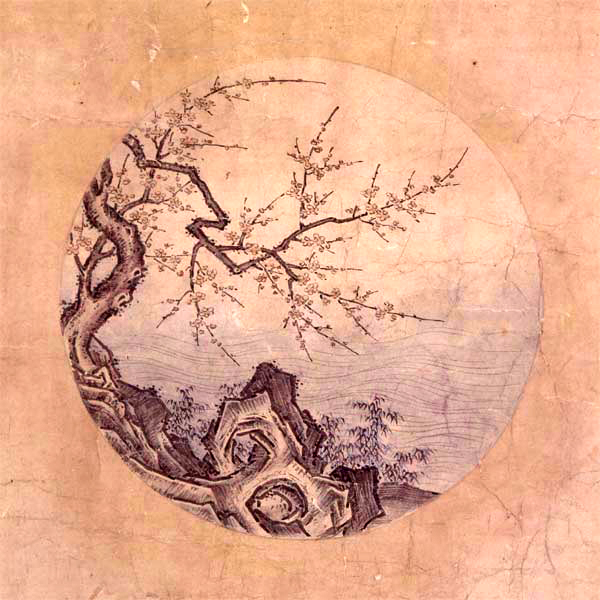
9. Llegar a la fuente Se han realizado demasiados pasos para regresar a la raíz y la fuente. ¡Mejor haber sido ciego y sordo desde el principio! Habitando en la verdadera morada de uno, despreocupado y sin- El río fluye tranquilamente y las flores son rojas.
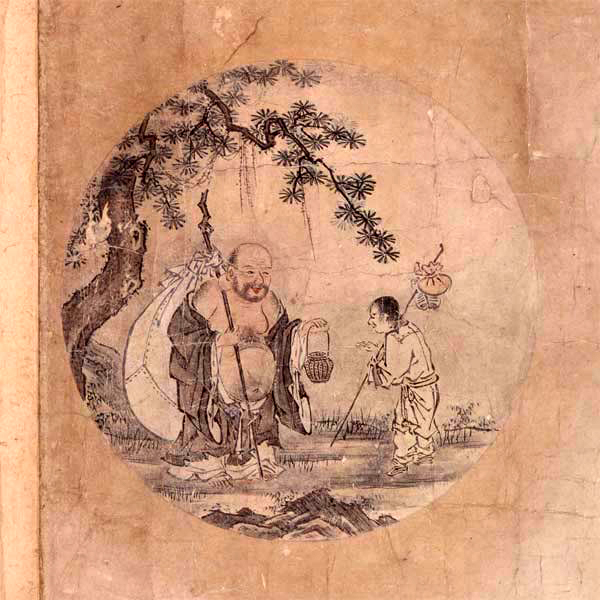
10. Regreso a la sociedad Descalzo y desnudo de pecho, me mezclo con la gente del mundo. Mi ropa está andrajosa y cargada de polvo, y siempre estoy feliz. No uso magia para extender mi vida; Ahora, ante mí, los árboles muertos cobran vida.

- 1. En busca del toro
En los pastos del mundo,
aparto sin cesar las altas
hierbas en busca del Buey.
Siguiendo ríos sin nombre,
perdido en los
senderos interpenetrados de montañas distantes,
Mis fuerzas fallando y mi vitalidad agotada, no puedo encontrar al Buey.
- 2. Descubrimiento de las huellas
A lo largo de la orilla del río bajo los árboles,
descubro huellas.
Incluso bajo la hierba fragante,
veo sus huellas.
En lo profundo de montañas remotas se encuentran.
Estos rastros no pueden ocultarse más
que la nariz de uno mirando hacia el cielo.[web 9]
- 3. Percibiendo al Toro
Escucho el canto del ruiseñor.
El sol es cálido, el viento es suave,
los sauces son verdes a lo largo de la orilla:
¡aquí ningún Buey puede esconderse!
¿Qué artista puede dibujar esa cabeza enorme,
esos cuernos majestuosos?[web 9]
- 4. Atrapando al Toro
Lo agarro con una lucha tremenda.
Su gran voluntad y poder
son inagotables.
Carga hacia el altiplano
muy por encima de la niebla de las nubes,
O en un barranco impenetrable se encuentra.[web 9]
- 5. Domando al Toro
El látigo y la soga son necesarios,
de lo contrario podría desviarse
por algún camino polvoriento.
Al estar bien entrenado, se vuelve
naturalmente amable.
Luego, sin restricciones, obedece a su amo.[web 9]
- 6. Montar el toro a casa
Montar el buey,
regreso lentamente a casa.
La voz de mi flauta entona
toda la noche.
Midiendo con latidos de mano
la armonía pulsante,
dirijo el ritmo sin fin.
Quien escuche esta melodía
se unirá a mí.[web 9]
- 7. El toro trascendido
A horcajadas sobre el buey, llego a casa.
Estoy sereno. El buey también puede descansar.
Ha llegado el amanecer. En reposo feliz,
dentro de mi morada de paja
he abandonado el látigo y las cuerdas.[web 9]
- 8. Tanto el toro como el Yo trascendido
8. Tanto el toro como el látigo, la cuerda, la persona y el buey trascendidos,
todos se funden en la Nada.
Este cielo es tan vasto,
que ningún mensaje puede mancharlo.
¿Cómo puede existir un copo de nieve
en un fuego furioso?
Aquí están las huellas
de los Ancestros[web 9]
- 9. Llegar a la fuente
Se han realizado demasiados pasos
para regresar a la raíz y la fuente.
¡Mejor haber sido ciego y sordo
desde el principio!
Habitando en la verdadera morada de uno,
despreocupado y sin-
El río fluye tranquilamente
y las flores son rojas.[web 9]
- 10. Regreso a la sociedad
Descalzo y desnudo de pecho,
me mezclo con la gente del mundo.
Mi ropa está andrajosa y cargada de polvo,
y siempre estoy feliz.
No uso magia para extender mi vida;
Ahora, ante mí, los árboles muertos
cobran vida.[web 9]

## Recepción

### Budismo Chan
Las imágenes del pastoreo de bueyes tuvieron una influencia inmediata y extensa en la práctica china del budismo Chan.

### Recepción occidental
En Occidente, Alan Watts incluyó una descripción de los Diez Toros en The Spirit of Zen.  Las imágenes iban a influir finalmente en la obra de John Cage, particularmente en su énfasis en el silencio rítmico y en las imágenes de la nada. Al mismo tiempo, a través de la última imagen especialmente - 'En el mercado' - han proporcionado un paraguas conceptual para aquellos budistas que buscan un mayor compromiso con el mercado global postindustrial. El sexto álbum de estudio de Cat Stevens, Catch Bull at Four es una referencia al cuarto paso hacia la iluminación. En el álbum, la canción Sitting se refiere a la meditación y las aprensiones que pueden resultar de las experiencias resultantes de la iluminación. Catch Bull at Four fue un éxito comercial y pasó 3 semanas en 1972 en el número uno en las listas de álbumes de Billboard.

## Diez elefantes
Una serie equivalente de etapas se describe en las Nueve Etapas de la Tranquilidad, utilizada en la tradición de Mahamudra, en la que la mente está representada por un elefante y un mono. The Dharma Fellowship, una organización Kagyu (Mahamudra), señala que la práctica comienza con el estudio y la reflexión sobre el dharma, tras lo cual se inicia la práctica de la meditación.